# Joana Mallwitz
Joana Mallwitz (née en 1986 à Hildesheim) est une cheffe d'orchestre et pianiste allemande. Depuis 2023, elle est la cheffe d'orchestre et la directrice artistique du Konzerthausorchester Berlin. En 2014, à l'âge de 27 ans, elle devient directrice générale de la musique à Erfurt, plus jeune directrice générale de la musique en Europe. En 2019, le magazine allemand Opernwelt, spécialisé dans le monde de l'opéra, l'élit « cheffe d'orchestre ("Dirigentin") de l'année ».

## Biographie
Joana Mallwitz, fille d'un couple d'enseignants, est née en 1986 à Hildesheim. Elle apprend le violon et le piano dès l'âge de cinq ans. À l'âge de 13 ans, elle devient l'élève de Christa-Maria Hartmann et de Karl-Heinz Kämmerling dans le programme précoce de l'École pour la musique et le théâtre de Hanovre. Elle y apprend la direction d'orchestre auprès de Martin Brauß (de) et de Eiji Ōue, et étudie le piano auprès de Kämmerling et Bernd Goetzke (de).
L'artiste est mariée avec le ténor Simon Bode.

## Carrière
En 2006, Joana Mallwitz est engagée comme répétitrice avec capacité de direction d'orchestre au Théâtre et Orchestre d'Heidelberg (de), où elle doit diriger à très court terme la première de Madame Butterfly. De 2007 à 2011, elle est cheffe en second et assistante du directeur général de la musique à Heidelberg  Cornelius Meister ; elle dirige diverses productions, parmi lesquelles Idomeneo, Le nozze di Figaro, La clemenza di Tito et La Flûte enchantée de Mozart, Fidelio de Beethoven, Le Barbier de Séville de Rossini, Aida et Rigoletto de Verdi, Eugène Onéguine de Tchaïkovsky et Salomé de Richard Strauss.
Joana Mallwitz est invitée à l'Opéra de Zurich (Macbeth), à l'Opéra d'État de Hambourg (L'elisir d'amore), à l'Opéra Royal de Copenhague (Cavalleria rusticana/Pagliacci, Der Fliegende Holländer, Macbeth, Madame Butterfly) et dirige L'Or du Rhin et Le Crépuscule des Dieux à l'Opéra national de Lettonie à Riga, ainsi qu'une nouvelle production de  La Veuve Joyeuse à l'Opéra de Francfort et au Festival international de musique de Macao.
Elle a dirigé des concerts entre autres avec l'Orchestre royal du Danemark, l'Orchestre philharmonique de Dresde, l'Orchestre symphonique de Göteborg et la Kremerata Baltica (en).
Pour la saison 2014/2015 du Théâtre d'Erfurt, Joana Mallwitz devient à 27 ans la plus jeune directrice générale de musique en Europe et prend cette même fonction en 2018/2019 à l'Orchestre philharmonique de Nuremberg et comme cheffe d'orchestre au Théâtre d'État de cette ville,.
En 2019, le magazine Opernwelt l'élit « chef d'orchestre de l'année », un honneur qui était allé dans les années précédentes à, entre autres, Christian Thielemann, Kirill Petrenko ou John Eliot Gardiner, mais qui n'avait été attribué qu'à une seule femme avant elle, Simone Young en 2006. Selon le jugement des critiques musicaux, Joana Mallwitz parvient à « dégager de grandes narrations de la musique », elle est une « cheffe d'exception », « tout est absolument au point chez elle ».
Cent ans après la fondation du Festival de Salzbourg, Joana Mallwitz devient en 2020 la première cheffe d'orchestre à se voir confier la direction musicale d'une série entière de représentations, avec Così fan tutte.
Lors du Klassik Open Air, elle a fait ses adieux à son public de Nuremberg le 30 juillet 2023 devant plus de 65 000 spectateurs.

## Enregistrements
- Franz Léhar: Die lustige Witwe, opérette en 3 actes, Frankfurter Opern-und Museumsorchester, Joana Mallwitz (Oehms Classics, 2019)

## Distinctions
- 2004 : Bourse Studienstiftung des deutschen Volkes (Fondation du Peuple Allemand pour les Études)
- 2009 : Prix Praetorius 2009 de l'État de Basse-Saxe
- 2019 : "Dirigentin des Jahres" (cheffe d'orchestre de l'année) selon le vote des critiques d'opéra du magazine Opernwelt[1],[9]
- 2020 : Prix de la Culture de Bavière (Prix spécial)
- 2023 : Ordre du Mérite de la République fédérale d'Allemagne[10]